# Pietro Domenico Bartoloni
Pietro Domenico Bartoloni (Empoli, 8 agosto 1651 – ...) è stato un letterato italiano, soggiornò a lungo a Praga, anche assieme a Gian Gastone de' Medici, e fu autore di  varie opere rimaste manoscritte e del ditirambo, ispirato al modello di Francesco Redi, Bacco in Boemia, dedicato al vino di Mělník.

## Opere
- Bacco in Boemia. Ditirambo di Piero Domenico Bartoloni da Empoli in onore del Vino di Melnich. Stampato in Praga nella Città Vecchia da Giovanni Venceslao Elm, l'Anno 1717
- Bacco in Boemia. Ditirambo di Pietro Domenico Bartoloni da Empoli Accademico Apatista in lode del vino di Melnich. Seconda edizione dedicata all'altezza reale di Gio. Gastone Primo Gran Duca di Toscana. In Firenze MDCCXXXVI. Nella stamperia di Bernardo Paperini
- Bacco in Boemia. Ditirambo di Pietro Domenico Bartoloni Accademico Apatista da Empoli in lode del vino di Melnich. Verona, 1822, Tipografia di Pietro Bisesti Editore